# Vorstendom Reuss oudere linie

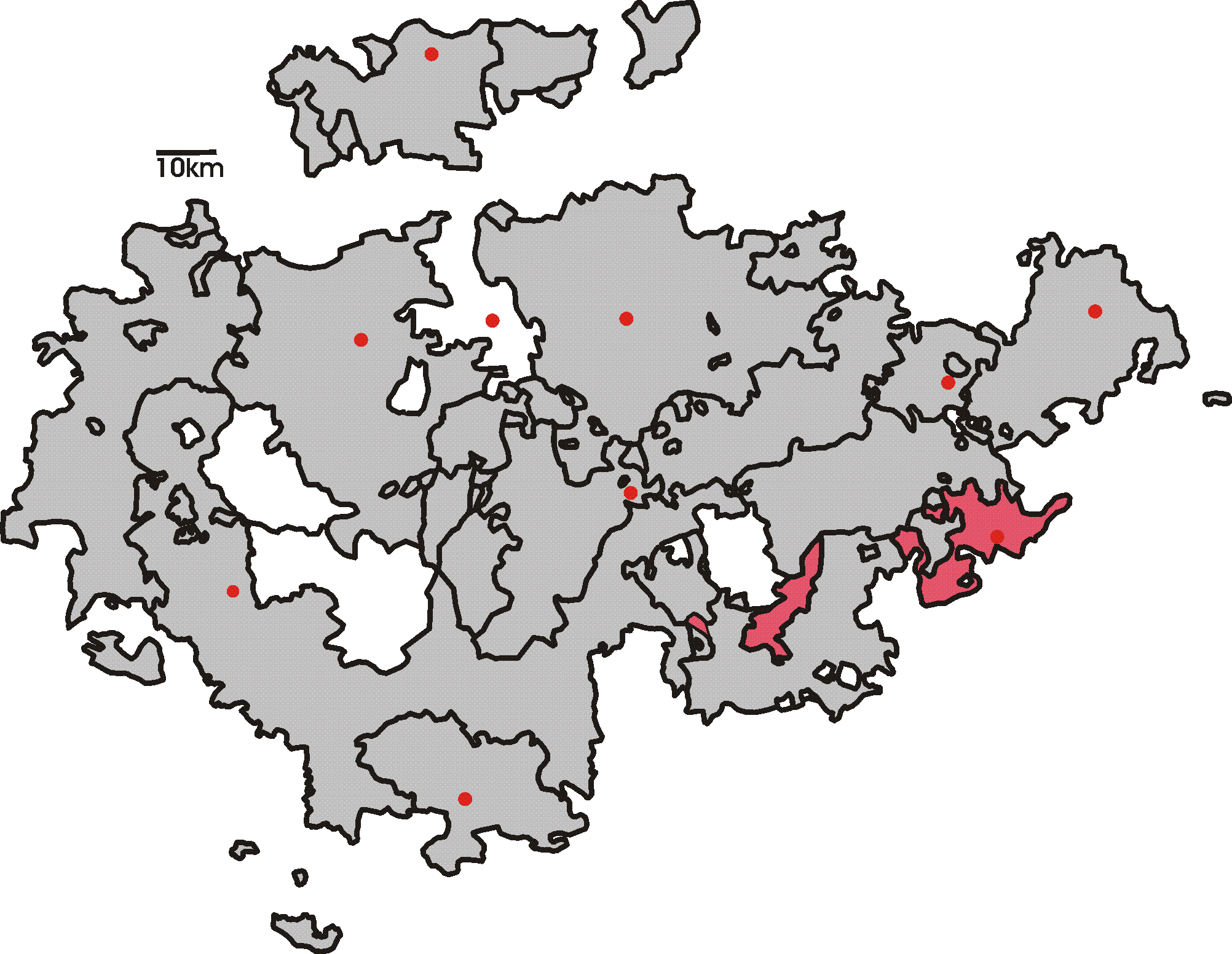
Reuss oudere linie binnen de Thüringse staten.

Reuss oudere linie (ook wel Reuss-Greiz, Duits Reuß ältere Linie) was een vorstendom in het oosten van de huidige Duitse deelstaat Thüringen dat bestond tussen 1778 en 1919 en tot 1918 werd geregeerd door de gelijknamige tak van het huis Reuss. Daarna was het een volksstaat. De hoofdstad was Greiz.

## Geschiedenis
De geschiedenis van Reuss oudere linie begon in 1768 toen na de dood van Hendrik III van Reuss-Untergreiz diens bezittingen toevielen aan Hendrik XI van Reuss-Obergreiz. Daarmee waren alle gebieden van Reuss oudere linie verenigd. In 1778 werd Hendrik XI in de rijksvorstenstand verheven. Zijn zoon Hendrik XIII, tevens Generalfeldzeugmeister in Oostenrijkse dienst, trad in 1807 toe tot de Rijnbond en stond daarmee tot 1813 onder de protectie van Napoleon. In 1815 trad hij toe tot de Duitse Bond. Onder Hendrik XIX werd het vorstendom in 1833 lid van de Zollverein.
Hendriks broer en opvolger Hendrik XX schonk zijn land in het revolutiejaar 1848 vrijwillig een constitutie, die echter nooit werd geëffectueerd. Hij werd in 1859 opgevolgd door zijn minderjarige zoon Hendrik XXII. Zijn moeder Caroline van Hessen-Homburg, die tot 1867 als regentes optrad, regeerde op uiterst conservatieve wijze en was, ingegeven door historische en dynastieke verbintenissen met Oostenrijk, fel anti-Pruisisch.

### De Pruisisch-Oostenrijkse Oorlog
In de Pruisisch-Oostenrijkse Oorlog van 1866 koos Reuss oudere linie dan ook de Oostenrijkse zijde, echter zonder daadwerkelijke oorlogshandelingen te verrichten. De omvang van het leger was immers evenredig met de omvang van het staatje. Het werd op 11 augustus 1866 door Pruisen bezet. Het aanvankelijke plan van Wilhelm I het vorstendom te verdelen tussen Pruisen en Reuss jongere linie liet men op voorspraak van groothertog Karel Alexander van Saksen-Weimar-Eisenach varen. Ook hoefde het staatje geen gebieden af te staan, daar men meende dat het met zijn 316,7 km² niet nog kleiner kon worden gemaakt. Uiteindelijk kwam het op 26 september 1866 tot een formele vrede, waarbij Reuss oudere linie een geldboete van 100.000 taler moest betalen en werd gedwongen tot de Noord-Duitse Bond toe te treden. Hiermee werden de buitenlandse politiek en het soeverein recht op het gebied van defensie aan Pruisen overgedragen.

### In het Keizerrijk
Hendrik XXII nam op 28 maart 1867 de regering van zijn moeder over en introduceerde daarbij een constitutie die een zekere vorm van volksvertegenwoordiging met beperkte rechten op het gebied van financiën en justitie mogelijk maakte. Deze grondwet voorzag in een Kamer van Afgevaardigden bestaande uit twaalf leden, van wie er drie door de vorst werden aangewezen, twee door de grootgrondbezitters, drie door de steden en vier door de plattelandsdistricten. Reuss oudere linie was hiermee de laatste Thüringse staat die de constitutionele monarchie invoerde.
Hendrik trachtte verder op absolutistische wijze te regeren en maakte zijn staat tot een bolwerk van orthodox lutheranisme. In 1871 trad hij toe tot het Duitse Keizerrijk, waar het landje met 1 stem in de Bondsraad te Berlijn vertegenwoordigd was. Tijdens het leven van Hendrik verliep deze vertegenwoordiging via het groothertogdom Mecklenburg-Schwerin. Na zijn dood in 1902 werd het land vertegenwoordigd door het groothertogdom Saksen-Weimar-Eisenach.
Hendrik XXII was een tegenstander van met name de bewapeningspolitiek en het buitenlandbeleid van het Keizerrijk, zodat Reuss oudere linie als enige bondsstaat in 1900 tegen de China-expeditie en in 1901 tegen de begroting van Buitenlandse Zaken en de koloniale begroting stemde. Ook stemde men tegen de invoering van het verplichte burgerlijk huwelijk, het Bürgerliches Gesetzbuch, de Kulturkampfwetten en de Socialistenwet. Het conservatieve vorstendom was een land van extremen. Het had in 1910 als enige Thüringse staat geen schulden, maar als enige tot de stichting van het gymnasium te Greiz in 1867 ook geen school die recht op het volgen van universitair onderwijs gaf.
Hendrik XXII stierf in 1902 en werd formeel opgevolgd door zijn zoon Hendrik XXIV. Vanwege diens zwakzinnigheid kwam er een regentschapsraad onder leiding van Hendrik XIV van Reuss jongere linie, die het land ging besturen. In 1908 nam zijn zoon Hendrik XXVII het regentschap over. Hij legde in de Novemberrevolutie van 1918 de regering van beide vorstendommen neer. Reuss oudere linie werd een vrijstaat en werd in 1919 met de jongere linie verenigd tot de Volksstaat Reuss (hoofdstad: Gera), die in 1920 opging in Thüringen.

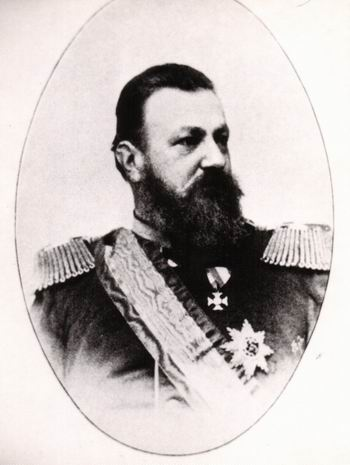
Hendrik XXII

## Heersers

### Graaf
- 1768-1778: Hendrik XI (1722-1800, vanaf 1722 graaf van Reuss-Obergreiz; zoon van Hendrik II van Obergreiz)

### Vorsten
- 1778-1800: Hendrik XI
- 1800-1817: Hendrik XIII (1747-1817; zoon van Hendrik XI)
- 1817-1836: Hendrik XIX (1790-1836; zoon van Hendrik XIII)
- 1836-1859: Hendrik XX (1794-1859; broer van Hendrik XIX)
- 1859-1902: Hendrik XXII (1846-1902; zoon van Hendrik XX)
  - 1859–1867: (regentes) Caroline van Hessen-Homburg
- 1902-1918: Hendrik XXIV (1878-1927; zoon van Hendrik XXII)
  - 1902-1908: (regent) Hendrik XIV van Reuss jongere linie (1832-1913)
  - 1908-1918: (regent) Hendrik XXVII van Reuss jongere linie (1858-1927, zoon van Hendrik XIV)

Zie Huis Reuss voor een uitleg over de nummering van de vorsten.

## Economie
Met name de textielindustrie (wol en katoen) speelde in Reuss oudere linie een grote rol. In 1864 werd er het eerste mechanische weefgetouw geïntroduceerd. In 1900 waren er 10.776 weefgetouwen. Voorts werden machines, papier en porselein geproduceerd.

## Bestuurlijke indeling
- District Greiz
- District Zeulenroda
- District Burgk

Exclaves: Zeulenroda, Neudörfel, Görschnitz, Rauschengesess, Burgk met Möschlitz, Plothen en Röppisch